# 47-я отдельная механизированная бригада
47-я отдельная механизированная Духовщинская Краснознамённая ордена Суворова бригада — механизированная бригада РККА времён Великой Отечественной войны.
Сокращённое наименование — 47 омехбр.

## История формирования
В некоторых источниках ко всем механизированным бригадам ошибочно применяется статус отдельный. На самом деле таковых отдельных омехбр (отдельных мехбр) существовало единицы. В организационно-штатной структуре разницы между ними не было. Вопрос касался исключительно подчинённости.
По замыслу руководства РККА, отдельные механизированные бригады не входили в состав определённого механизированного корпуса, а напрямую подчинялись штабу армии и могли, по оперативной необходимости, передаваться в состав других корпусов и даже фронтов.
47-я отдельная механизированная бригада была сформирована в Московском военном округе в Московском танковом лагере в районе Костерёва, Ногинска.
Бригаду приказано было сформировать до 30 сентября 1942 года на базе 111-й мотострелковой бригады (I) 40-й армии, воевавшей в районе Воронежа.
47-я отдельная механизированная бригада за весь период своего существования с октября 1942 по май 1945 года ни разу не  входила в состав механизированных и иных корпусов и действовала поочерёдно в составе 5 армий (41А, 3УдА, 39А, 43А и 5Гв.ТА) и  4 фронтов (КлФ, 1-й ПФ, ЗФ, 2-й БФ).
В декабре 1941 года подполковник И. Ф. Дрёмов принял командование 111-й мотострелковой бригадой.
В октябре 1942 года подполковник Иван Фёдорович Дрёмов был назначен командиром 47-й отдельной механизированной бригады нового формирования (переформированной из 111-й мотострелковой бригады), осуществлял её формирование в Московском танковом лагере (район Костерёва).
В отличие от всех остальных механизированных и мотострелковых бригад, 47-я бригада является одной из двух отдельных мотострелковых бригад (наряду с 46-й); в годы войны 47-я стала Духовщинской Краснознамённой ордена Суворова 2-й степени отдельной механизированной бригадой. С 1 ноября 1942 года — 47-я отдельная мсбр на Калининском фронте в составе 41-й Армии, с 1 января 1943 г. — 3-й ударной армии, с 1 октября 1943 г. — 43-й армии. В сентябре 1943 года И. Дрёмов передал командование бригадой подполковнику Р. Е. Михайлову.

## Боевой путь бригады
В течение 3 - 4 октября 1942 года, завершив погрузку на железнодорожный транспорт, она убыла в Действующую армию и с 16 октября вошла в состав Калининского фронта.

### Операция «Марс»

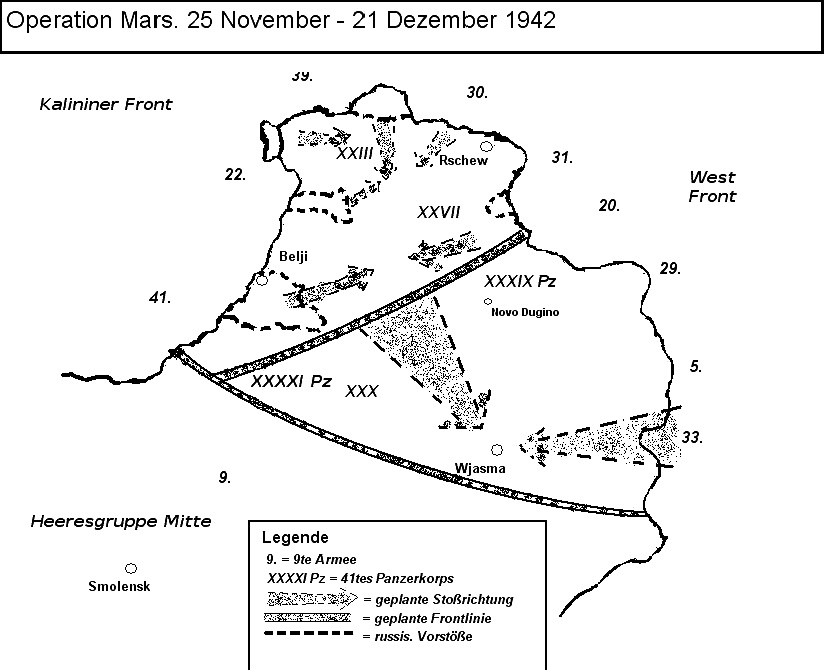
План операций «Марс» и «Юпитер»

Участвуя в операции «Марс», части 6-го стрелкового корпуса с 25 ноября 1942 года действовали на направлении главного удара 41-й армии южнее города Белый. Первая полоса обороны противника была быстро смята, части корпуса продвинулись южнее и юго-восточнее города Белый, где увязли в тяжёлых позиционных боях.
47-я механизированная бригада прибыла в полосу 41-й армии генерал-майора Г.Ф. Тарасова, оборонявшей рубежи западнее и юго-западнее города Белый, в период планирования и подготовки операции. Решением генерала армии Г.К. Жукова 47-я и 48-я механизированные бригады были направлены в резерв 41-й армии.
Утром 28 ноября 1942 года положение в полосе действий корпуса изменилось: 91-я стрелковая бригада, потеснив противника, обеспечила ввод в прорыв 47-й механизированной бригады, которая смогла почти окружить город.
с 25 декабря 1942 года 47-я механизированная бригада в составе 3-й Ударной армии Калининского фронта громит войска немецкого гарнизона в центре и в районе железнодорожного вокзала города Великие Луки.
47-я отдельная механизированная бригада в составе 5-й гвардейской танковой армии — с 01.09.1944 по 01.03.1945
Последние бои 47-я механизированная бригада провела на побережье Данцигской бухты восточнее реки Висла, воспрещая выход немецких войск с косы Фрише-Нерунг.
С 9 июля 1945 года полевое управление 3-го Белорусского фронта было обращено на формирование управления Барановичского военного округа, в составе: Барановичской, Брестской, Гродненской, Пинской, Бобруйской, Полесской и Гомельской областей.
Управление округа, управление 5-й гвардейской танковой армии и 47-я механизированная бригада были размещены в городе Бобруйск.
В конце мая – начале июня 1945 года Народным комиссаром обороны Маршалом Советского Союза И. В. Сталиным был издан приказ, предусматривающий преобразование танковых, механизированных и мотострелковых бригад соответственно в танковые, механизированные и мотострелковые полки с сохранением за ними ранее присвоенных номеров, наименований, орденов и знамён.

## Командный состав бригады

### Командиры бригады
- Дрёмов, Иван Фёдорович, подполковник, исполняющий должность — 30.09.1942 — 25.01.1943;
- Дрёмов, Иван Фёдорович, подполковник ― 08.02.1943 — 27.07.1943;
- Михайлов, Роман Евдокимович, подполковник, временно исполняющий должность ― 27.07.1943 — 00.10.1943;
- Дрёмов, Иван Фёдорович, подполковник ― 00.10.1943 — 00.12.1943;
- Локотков, Алексей Дмитриевич, подполковник — 00.12.1943;
- Михайлов, Роман Евдокимович, подполковник, исполняющий должность ― 00.12.1943 — 25.04.1944;
- Михайлов, Роман Евдокимович, полковник ― 25.04.1944 — 10.06.1945.

## Награды и наименования
- Духовщинская — в ознаменование одержанной победы, прорыв сильно укреплённой оборонительной полосы немцев и за освобождение городов Духовщина и Ярцево бригада названа в числе особенно отличившихся, ей объявлена благодарность и присвоено почётное наименование «Духовщинской».[2]
- Орден Красного Знамени — за образцовое выполнение боевых заданий командования на фронте борьбы с немецкими захватчиками и проявленные при этом доблесть и мужество. [3]
- Орден Суворова II степени — за образцовое выполнение заданий командования в боях при прорыве к побережью Данцигской бухты и овладении городами Мюльхаузен, Мариенбург, Штум, Толькемит и проявленные при этом доблесть и мужество.[4]

## Герои Советского Союза
- Ванюшкин, Михаил Степанович, старший лейтенант, командир танкового взвода 18-го танкового полка.